# إليونورا دي أنغيليس
إليونورا دي أنغيليس (بالإيطالية: Eleonora De Angelis)‏ هي ممثلة إيطالية، ولدت في 23 أبريل 1967 في روما في إيطاليا.

## وصلات خارجية
- إليونورا دي أنغيليس على موقع IMDb (الإنجليزية)
- إليونورا دي أنغيليس على موقع ANN person (الإنجليزية)